# Andrew Wenger
James Andrew Wenger (Lancaster, 25 dicembre 1990) è un ex calciatore statunitense, di ruolo attaccante.

## Carriera
Con il Montréal Impact ha giocato nella massima serie del campionato statunitense e nella CONCACAF Champions League. Il 4 aprile 2014 passa al Philadelphia Union, all'interno di uno scambio di mercato con Jack McInerney.
Il 1º dicembre 2018 annuncia il ritiro dal calcio, dopo aver vinto la U.S. Open Cup con gli Houston Dynamo, a soli 27 anni.

## Palmarès

### Club

#### Competizioni nazionali
- Canadian Championship: 1

Montreal Impact: 2013
- U.S. Open Cup: 1

Houston Dynamo: 2018

### Individuale
- Hermann Trophy: 1

2011